# Freescale Semiconductor
A Freescale Semiconductor, Inc. egy egyesült államokbeli központú félvezető- és beágyazott hardvergyártó cég, amely világszerte értékesíti és forgalmazza termékeit. Jelenleg kb. 17 milliárd Freescale gyártmányú eszköz üzemel szerte a világon. A vállalat elsősorban az autóipari, fogyasztói, ipari és hálózati piacokra koncentrál, portfóliójában megtalálhatók a mikroprocesszorok, mikrovezérlők, digitális jelfeldolgozó processzorok, digitális jelvezérlők, érzékelők, RF teljesítmény IC-k és energiafelhasználást ill. -gazdálkodást vezérlő integrált áramkörök. A cég szabadalmi portfóliója is igen kiterjedt, mintegy 6100 szabadalomcsaládot tartalmaz. Mindezek mellett a cég kínálatában megtalálhatók szoftverek és fejlesztőeszközök, melyek az általa gyártott termékek fejlesztését segítik elő.
A cég központja Austin városában, Texas államban található, ahol a világ több mint 20 országában folytatott tervezési munkák, kutatás és fejlesztés, gyártás és értékesítés irányítása folyik.
A Freescale jelenleg a 18. helyen áll a vezető 20 legnagyobb félvezető-értékesítési vállalat között; ebben a csoportban rangsor szerint az utolsó helyen áll, -21%-os növekedési rátája miatt.

## Konkurensek
A Freescale cég versenytársai a Texas Instruments, Intel, Samsung Electronics, Microchip, NXP, MIPS, NEC, AMD, Analog Devices, AppliedMicro, Qualcomm, ST Microelectronics, Renesas, Atmel, Linear Technology, Infineon, Toshiba, Hitachi, Sharp, Epson, és hasonló szilícium-forgalmazók tömege.

## Történet
A Freescale a világ egyik elsőként alapított félvezetőgyártó vállalata; 1948-ban alapították, a Motorola egyik részlegeként, az Arizonai Phoenix-ben, és a Motorola Félvezetőgyártó Ágazatának (Semiconductor Products Sector) felosztási eljárása során alakult át önálló céggé 2004-ben. A Motorola gyártotta a világ első nagy teljesítményű, kereskedelmi forgalomba került tranzisztorát 1955-ben, melyet autórádiókban használtak fel. Ez volt egyben a Motorola első nagy tömegben gyártott félvezető-terméke.

## Fordítás
Ez a szócikk részben vagy egészben  a   Freescale_Semiconductor című angol Wikipédia-szócikk ezen változatának fordításán alapul.  Az eredeti cikk szerkesztőit annak laptörténete sorolja fel. Ez a jelzés csupán a megfogalmazás eredetét és a szerzői jogokat jelzi, nem szolgál a cikkben szereplő információk forrásmegjelöléseként. 